# Morti nel 1201
| Questa pagina contiene informazioni ricavate automaticamente dalle voci biografiche con l'ausilio del template Bio e di un bot. L'aggiornamento è periodico e automatico e ricostruisce completamente la pagina. Se manca una persona in questa lista, sei pregato di non aggiungerla, ma accertati piuttosto che la sua voce biografica contenga il template Bio e che i dati anagrafici siano correttamente compilati. Se il template Bio manca, inseriscilo tu stesso o, in alternativa, metti l'avviso {{tmp\|Bio}} che ne segnala la mancanza. Se i dati riportati sono sbagliati, correggi direttamente la voce biografica; le modifiche saranno visibili in questa lista entro pochi giorni. Per chiarimenti vedi il progetto biografie. La lista contiene solo le 16 persone che sono citate nell'enciclopedia e per le quali è stato implementato correttamente il template Bio. Pagina aggiornata al 18 giu 2025. |

- 1º marzo - Principessa Shikishi, poetessa giapponese (n. 1149)
- 21 marzo - Absalon, arcivescovo cattolico e politico danese (n. 1128)
- 22 marzo - Iaroslao di Opole, nobile e vescovo cattolico polacco
- 23 maggio - Guglielmo di Rochester, santo britannico
- 24 maggio - Tebaldo III di Champagne, conte (n. 1179)
- 20 giugno - 'Imad al-Din al-Isfahani, storico persiano (n. 1125)
- 20 luglio - Agnese di Merania, regina
- 25 luglio - Gruffydd ap Rhys II, sovrano gallese
- 31 luglio - Guglielmo di Cabriano, arcivescovo cattolico e giurista italiano
- 8 dicembre - Boleslao I l'Alto, duca (n. 1127)
- Boemondo III d'Antiochia, principe francese (n. 1144)
- Costanza di Bretagna, nobile francese (n. 1161)
- Federico III di Norimberga, conte tedesco
- Ibn al-Jawzi, giurista, teologo e storico arabo (n. 1126)
- Margherita di Huntingdon, nobile scozzese
- Ruggero di Hoveden, scrittore inglese